# Украина.ру
Україна.ру — пропагандистське російське видання, що входить до складу медіагрупи «Росія сьогодні» та є одним з «рупорів» Кремля, спрямованих на Україну. Створене в травні 2014 року. Висвітлює офіційну російську точку зору на події в Україні.

## Історія
З травня 2016 року редакцію очолив російський журналіст Іскандер Хісамов, що до цього пропрацював у низці проросійських ЗМІ української тематики. Він був головним редактором журналів «Експерт-Україна» і «Репортер-Вести», радіостанції «Вести», вів авторську аналітичну програму на одному з українських телеканалів, був президентом громадської організації «Реформаторський клуб» і генеральним директором аналітичного центру «Експертна рада».
З осені 2018 року на сайті видання стартував проєкт «Історія», метою якого є поширення російських міфів про історичні події України та Росії.

## Співробітники
У виданні працюють 40 осіб.

## Ідеологія
Видання представляє російську пропаганду щодо ситуації в Україні, яка кардинально відрізняється від тієї, що домінує в українських і світових ЗМІ.